# Альфред Мангардт фон Маннштайн
Альфред Мангардт фон Маннштайн (нім. Alfred Manhardt von Mannstein; 9 травня 1908, Лаурут, Галичина — 13 травня 1943, Атлантичний океан) — німецький офіцер-підводник, фрегаттен-капітан крігсмаріне.

## Біографія
В 1925 році вступив на флот. З березня 1938 року — офіцер зв'язку ВМС на Півдні, з липня 1940 року — на Південному Заході. З жовтня 1940 по травень 1941 року пройшов курс підводника. З 18 червня 1941 року — командир підводного човна U-753, на якому здійснив 7 походів (разом 252 дні в морі). 13 травня 1943 року U-753 був потоплений в Північній Атлантиці, південно-західніше Ірландії (48°37′ пн. ш. 22°39′ зх. д.) глибинними бомбами канадського корвета «Драмгеллер», британського фрегата «Лаган» і канадського літака «Сандерленд». Всі 47 членів екіпажу загинули.
Всього за час бойових дій потопив 3 кораблі загальною водотоннажністю 23 117 тонн і пошкодив 2 кораблі загальною водотоннажністю 6908 тонн.
| Дата           | Назва корабля                | Тип               | Тоннаж | Вантаж                         | Екіпаж | Загинули | Країна             | Конвой |
| -------------- | ---------------------------- | ----------------- | ------ | ------------------------------ | ------ | -------- | ------------------ | ------ |
| 20 травня 1942 | George Calvert               | Торговий пароплав | 7,191  | 9116 тонн генеральних вантажів | 51     | 3        | США                |        |
| 22 травня 1942 | E.P. Theriault (пошкоджений) | Вітрильник        | 326    | Соснова смола                  | ?      | 0        | Британська імперія |        |
| 25 травня 1942 | Haakon Hauan (пошкоджений)   | Тепловий танкер   | 6,582  | Баласт                         | ?      | ?        | Норвегія           |        |
| 27 травня 1942 | Hamlet                       | Тепловий танкер   | 6,578  | 8927 тонн сирої нафти          | 36     | 0        | Норвегія           |        |
| 22 лютого 1943 | N.T. Nielsen-Alonso          | Китобійна база    | 9,348  | Баласт                         | 53     | 3        | Норвегія           | ON-166 |

## Звання
- Морський кадет (16 листопада 1925)
- Фенріх-цур-зее (1 квітня 1927)
- Лейтенант-цур-зее (1 жовтня 1929)
- Оберлейтенант-цур-зее (1 липня 1931)
- Капітан-лейтенант (1 вересня 1935)
- Корветтен-капітан (1 листопада 1939)
- Фрегаттен-капітан (1 травня 1943)

## Нагороди
- Медаль «За вислугу років у Вермахті» 4-го і 3-го класу (12 років)
- Залізний хрест 2-го і 1-го класу
- Нагрудний знак мінних тральщиків
- Нагрудний знак підводника